# Wharton, Texas
Wharton är en stad i den amerikanska delstaten Texas med en yta av 18,7 km² och en folkmängd som uppgår till 9 237 invånare (2000). Wharton är administrativ huvudort i Wharton County.